# مذكرة أداة جنس
مذكرات أداة جنس هي مذكرات كُتبت عام 2016م بواسطة الكاتبة جيسيكا فالنتي، وهو الكتاب السادس لها، وفيه قدمت (جيسيكا) قصصاً شخصية منذ طفولتها عن كيفية معاملتها كأداة جنسية، وعن مواجهاتها للتحيز الجنسي، وهي ترسم من خلال ذلك صورتها كامرأة بالغة تشكلت هويتها كلياً كنتيجة لتلك الخبرات. ترى «فالينتي» أن أغلب النساء يواجهن نفس الواقع الذي يتم تشكيلهن كنتيجة الاعتداء والعدوان الجنسي، ويضطرهن لاتخاذ قراراتٍ يومية للتحجيم من أثر ذلك. «فالنتي» كاتبة نسوية محترفة عُرفت بآرائها ومواقفها تجاه الأحداث الجارية، وبدفاعها عن حق النساء في مواجهة التحيز الجنسي. جعلت «فالنتي» كتابها «مذكرات أداة جنس» منصةً لتشارك الخبرات مع القراء؛ من أجل مساعدتهم في فهم كيف أن مثل تلك الخبرات منتشرة بين البنات الصغيرات والنساء، ومحاوِلةً تسليط الضوء على الحجم الكبير لهذه المشكلة الثقافية.

## الملخص
يتكون الكتاب في طبعته الإنجليزية من 224 صفحة، وينقسم إلى 21 فصلاً تؤرخ لمواجهات «فالنتي» مع تحرش الشوارع، والاعتداء الجنسي، والتحيز الجنسي في مجتمعها. تثق الكاتبة بأن تعرف الرجال على هذه التجارب والخبرات النسائية والتي تحدث يومياً لهن في مواجهة التحيز الجنسي قد يساعد في التقليل أو التلطيف من تلك الخبرات.

## الاستقبال
اعتبرت «رفيعة زكريا» الكاتبة الباكستانية الأمريكية أن قوة كتاب «فالنتي» يكمن في قيام الكاتبة بعملية إعادة التقدير لخبرتها مع التشيؤ، بما في عدم إدراكها للظاهرة في البداية، ووضعت «رفيعة» ما فعلته «فالنتي» في مقابلة مع ملاحظة الشاعرة الأمريكية والنسوية (أدريان ريتش) «المراجعة ـ وهي تعني النظر للوراء، والرؤية بعين جديدة، والولوج إلى نص قديم من زاوية نقدية جديدة ـ لا يعني ذلك مجرد التناول من أجل التاريخ الثقافي، بل هو سلوك من أجل البقاء».